# Marcel Czermak
Marcel Czermak, né le 4 octobre 1941, à Paris et mort dans la même ville le 2 juin 2021,, est un psychiatre et psychanalyste français.

## Biographie
Marcel Czermak a dirigé le Centre psychiatrique d’orientation et d’accueil (CPOA) de l'hôpital Henri Rousselle du Centre hospitalier Sainte-Anne. Il a été membre de l'EFP et assistant de Georges Daumézon à l'hôpital Henri-Rousselle depuis 1972.
Il participe activement aux présentations de malades de Jacques Lacan et en organise lui-même pendant plusieurs années, jusqu'au décès de celui-ci en 1981,. 
À la suite de la dissolution de l'EFP en 1980, il est membre fondateur en 1982 de l’Association freudienne (AF) (devenue l'ALI). Selon Élisabeth Roudinesco, c'est grâce son enseignement, sa démission de la section clinique de la Cause freudienne et sa fonction d'adjoint à l'hôpital Henri-Rousselle, que « l'AF est bien implantée dans le milieu des internes en psychiatrie » . 
Marcel Czermak est fondateur de l’École psychanalytique de Sainte-Anne, auteur de livres techniques et d'enseignement et a été corédacteur en chef du Journal français de psychiatrie.

## Publications
- Passions de l'objet : études psychanalytiques des psychoses, J. Clims, 1986.
- Patronymies : considérations cliniques sur les psychoses, Érès, 1998.
- Faut-il juger et punir les malades mentaux criminels?, avec Michel Dubec et Thierry Jean, Érès, 2000.
- Délire des négations, Association freudienne internationale, 2001.
- Les jardins de l'asile, Association lacanienne internationale, 2008.
- La navigation astronomique, avec Pierre-Henri Castel, Michel Crézé et Jean Daive, Paris, Éditions des crépuscules, 2011.
- Chemins traversiers II, avec Alain Didier-Weill et René Bailly, préface de Jacques Sédat, Éditions des crépuscules, 2015,  (ISBN 978-2-918394-30-3).
- Passage à l'acte et acting out, préface de Nicolas Dissez, Érès, 2019.